# Marc Shaiman

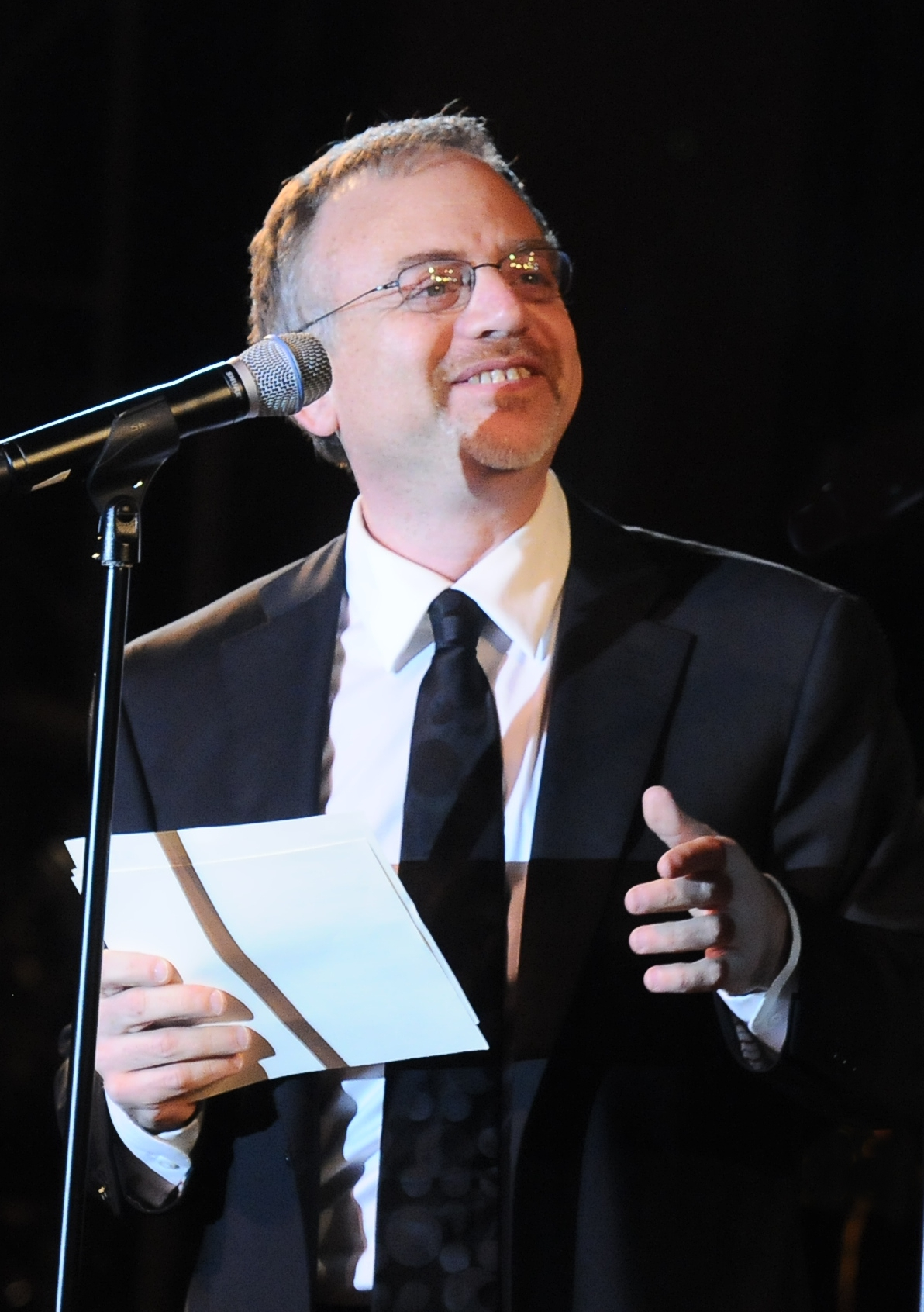
Marc Shaiman (2010)

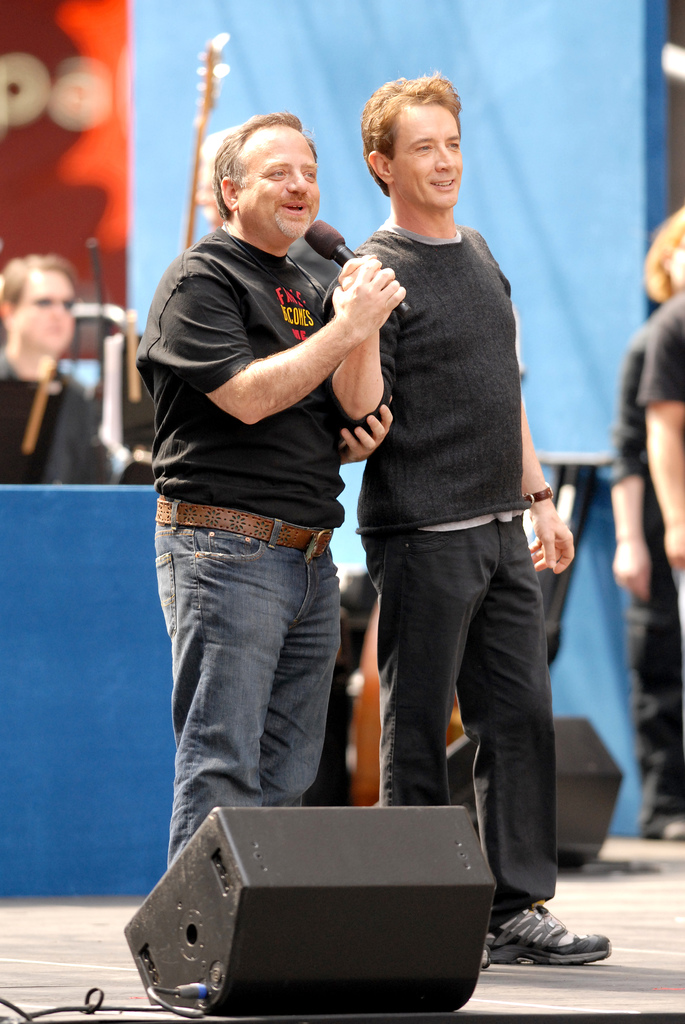
Marc Shaiman (links) mit Martin Short, 2006

Marc Shaiman (* 22. Oktober 1959 in Newark, New Jersey) ist ein US-amerikanischer Musical- und Filmkomponist.

## Leben und Wirken
Marc Shaiman begann seine Karriere im Filmgeschäft bei Saturday Night Live, wo er als Schreiber eingesetzt war. Sein erster großer Film als Musikkomponist war 1990 Misery.
Er arbeitete öfter mit dem Schauspieler und Regisseur Billy Crystal zusammen. Ebenso komponierte er für mehrere Filme des Regisseurs Rob Reiner die Filmmusik.
2002 war er gemeinsam mit dem Autor Thomas Meehan für die Musik des Broadwaymusicals Hairspray verantwortlich. Fünf Jahre später komponierte er die Filmmusik zum gleichnamigen Kinofilm, an dem er auch als ausführender Produzent beteiligt war.
2008 schrieb er das Kurz-Musical Prop 8: The Musical und führte auch Regie. In dem Stück sind bekannte Schauspieler, wie z. B. Jack Black, John C. Reilly, Sarah Chalke oder Neil Patrick Harris zu sehen. Thema ist die Anerkennung gleichgeschlechtlicher Partnerschaften in den Vereinigten Staaten, im Speziellen das Referendum Proposition 8 in Kalifornien.
Shaiman lebt mit seinem Lebensgefährten Scott Wittman zusammen, den er seit 1979 kennt. Gemeinsam schrieben sie Musik und Texte für das Musical Charlie and the Chocolate Factory, eine Adaption des gleichnamigen Kinderbuches von Roald Dahl.

## Auszeichnungen (Auswahl)
In seiner bisherigen Karriere wurde Marc Shaiman insgesamt sieben Mal mit einem Preis der American Society of Composers, Authors and Publishers ausgezeichnet. Ebenfalls sieben Mal erhielt er eine Nominierung für den Oscar, u. a. 1994 für Schlaflos in Seattle. 1999 erhielt er zusammen mit Trey Parker bei den Los Angeles Film Critics Association Awards den Preis für die Beste Musik. Ein Jahr später wurde er mit bei Online Film Critics Society Awards ausgezeichnet, erneut für seine Musik zu South Park: Der Film – größer, länger, ungeschnitten. 2003 folgte die Auszeichnung mit dem Tony Award für die Beste Originalmusik. 2019 erhielt er den Saturn Award in der Kategorie beste Filmmusik für Mary Poppins’ Rückkehr.

## Filmografie (Auswahl)
- 1988: Freundinnen (Beaches)
- 1989: Harry und Sally (When Harry met Sally …)
- 1990: Misery
- 1991: Ein ganz normaler Hochzeitstag (Scenes from a Mall)
- 1991: Addams Family (The Addams Family)
- 1991: City Slickers – Die Großstadt-Helden (City Slickers)
- 1992: Der letzte Komödiant – Mr. Saturday Night (Mr. Saturday Night)
- 1992: Eine Frage der Ehre (A Few Good Men)
- 1992: Sister Act – Eine himmlische Karriere (Sister Act)
- 1993: Schlaflos in Seattle (Sleepless in Seattle)
- 1993: Die Addams Family in verrückter Tradition (Addams Family Values)
- 1993: 4 himmlische Freunde (Heart and Souls)
- 1994: North
- 1994: Sprachlos (Speechless)
- 1995: Vergiß Paris (Forget Paris)
- 1995: Hallo, Mr. President (The American President)
- 1995: Stuart Stupid – Eine Familie zum Kotzen (Stuart Saves His Family)
- 1996: Der Club der Teufelinnen (The First Wives Club)
- 1996: Bogus
- 1996: Das Attentat (Ghosts of Mississippi)
- 1997: George – Der aus dem Dschungel kam (George of the Jungle)
- 1997: In & Out
- 1998: Patch Adams
- 1998: Simon Birch
- 1998: My Giant – Zwei auf großem Fuß (My Giant)
- 1999: Schlaflos in New York (The Out-of-Towners)
- 1999: An deiner Seite (The Story of Us)
- 1999: South Park: Der Film – größer, länger, ungeschnitten (South Park: Bigger, Longer & Uncut)
- 2000: The Kid – Image ist alles (The Kid)
- 2001: Ran an die Braut (Get Over It)
- 2001: Eine Nacht bei McCool’s (One Night at McCool’s)
- 2003: Down with Love – Zum Teufel mit der Liebe! (Down with Love)
- 2003: Alex & Emma
- 2005: Wo die Liebe hinfällt … (Rumor Has It …)
- 2007: Hairspray
- 2007: Das Beste kommt zum Schluss (The Bucket List)
- 2010: Verliebt und ausgeflippt (Flipped)
- 2012: The Magic of Belle Isle – Ein verzauberter Sommer (The Magic of Belle Isle)
- 2012: Smash (Fernsehserie)
- 2012: Die Bestimmer – Kinder haften für ihre Eltern (Parental Guidance)
- 2018: Mary Poppins’ Rückkehr (Mary Poppins Returns)
- 2022: Bros

## Auszeichnungen
Grammy
- 2020: Nominierung als Best Score Soundtrack For Visual Media (Mary Poppins’ Rückkehr)[3]